# Life, Love & Hope
| Recensione | Giudizio |
| ---------- | -------- |
| AllMusic   |          |

Life, Love & Hope è un album in studio del gruppo musicale statunitense Boston, pubblicato nel 2013.

## Descrizione
Ultimo album della discografia del gruppo, Life, Love & Hope è il primo album dalla morte di Brad Delp, dopo undici anni, ed è il seguito dell'album del 2002 Corporate America. Tom Scholz ha prodotto e scritto tutte le tracce. Kimberley Dahme ha registrato alcune parti vocali sull'album come pure lo scomparso Brad Delp, che compare nelle canzoni Didn't Mean to Fall in Love, Sail Away, Someone, e Te quiero mia. L'album ospita altri vocalist come David Victor, Louis St. August, Tommy DeCarlo e Jude Nejmanowski. Questo è anche il primo album dei Boston che vede Tom Scholz come voce solista in una canzone (Love Got Away).
L'album contiene la versione rimasterizzata di Didn't Mean to Fall in Love e le versioni riarrangiate  di Someone (2.0) e You Gave Up on Love (2.0). Inoltre, alcune edizioni dell'album contengono tracce bonus. L'edizione giapponese del disco contiene la traccia extra Someday. L'edizione Best Boy Version contiene la traccia bonus Te quiero mia. L'edizione europea in doppio LP, contiene le tracce bonus Te quiero mia, O Canada e God Rest Ye Metal Gentleman. L'edizione in CD Special Tour Edition contiene anch'essa le tracce extra Someday, cantata da Tom Scholtz, Te Quiero Mia, Oh Canada e God Rest Ye Metal Gentlemen.
L'album ha raggiunto la posizione 37 nella Billboard 200.

## Tracce
CD, download digitale
Testi e musiche di Tom Scholz.
1. Heaven on Earth – 3:37
2. Didn't Mean to Fall in Love – 5:13 (Tom Scholz], Curly Smith, Janet Minto)
3. Last Day of School – 2:02
4. Sail Away – 3:42
5. Life Love and Hope – 3:57
6. If You Were in Love – 4:10
7. Someday – 3:44
8. Love Got Away – 4:28
9. Someone (2.0) – 4:00
10. You Gave Up on Love (2.0) – 4:05
11. The Way You Look Tonight – 3:52

Durata totale: 42:50
CD Giappone
Testi e musiche di Tom Scholz.
1. Heaven on Earth – 3:37
2. Didn't Mean to Fall in Love – 5:13 (Tom Scholz], Curly Smith, Janet Minto)
3. Last Day of School – 2:02
4. Sail Away – 3:42
5. Life Love and Hope – 3:57
6. If You Were in Love – 4:10
7. Someday – 3:44
8. Love Got Away – 4:28
9. Someone (2.0) – 4:00
10. You Gave Up on Love (2.0) – 4:05
11. The Way You Look Tonight – 3:52
12. Someday – 3:45

Durata totale: 46:35
CD Best Buy Version
Testi e musiche di Tom Scholz.
1. Heaven on Earth – 3:37
2. Didn't Mean to Fall in Love – 5:13 (Tom Scholz], Curly Smith, Janet Minto)
3. Last Day of School – 2:02
4. Sail Away – 3:42
5. Life Love and Hope – 3:57
6. If You Were in Love – 4:10
7. Someday – 3:44
8. Love Got Away – 4:28
9. Someone (2.0) – 4:00
10. You Gave Up on Love (2.0) – 4:05
11. Te quiero mia – 3:38
12. The Way You Look Tonight – 3:52

Durata totale: 46:28
LP, Europa
Testi e musiche di Tom Scholz.
1. Heaven on Earth
2. Didn't Mean to Fall in Love (Tom Scholz], Curly Smith, Janet Minto)
3. Last Day of School
4. Sail Away
5. Life Love and Hope
6. If You Were in Love
7. Someday
8. Love Got Away
9. Someone (2.0)
10. You Gave Up on Love (2.0)
11. Te quiero mia
12. The Way You Look Tonight
13. O Canada
14. God Rest Ye Metal Gentleman

Durata totale: 0:00
CD Special Tour Edition
Testi e musiche di Tom Scholz.
1. Heaven on Earth – 3:37
2. Didn't Mean to Fall in Love – 5:13 (Tom Scholz], Curly Smith, Janet Minto)
3. Last Day of School – 2:02
4. Sail Away – 3:42
5. Life Love and Hope – 3:57
6. If You Were in Love – 4:10
7. Someday – 3:44
8. Love Got Away – 4:28
9. Someone (2.0) – 4:00
10. You Gave Up on Love (2.0) – 4:05
11. Te quiero mia – 3:38
12. The Way You Look Tonight – 3:52
13. O Canada – 1:28
14. God Rest Ye Metal Gentleman

Durata totale: 47:56